# Либерсон, Питер
Питер Либерсон (англ. Peter Lieberson, 25 октября 1946, Нью-Йорк — 23 апреля 2011, Тель-Авив) — американский композитор.

## Биография
Сын известной балерины Веры Зориной (бывшей жены Джорджа Баланчина) и главы звукозаписывающей фирмы Columbia Records Годдарда Либерсона. Закончил Колумбийский университет, где композицию ему преподавали Милтон Бэббитт, Чарльз Вуоринен, Дональд Мартино и Мартин Бойкан. В 1976 переехал в Боулдер, где его наставником стал Чогьям Трунгпа Ринпоче. Здесь Либерсон познакомился c бывшей ученицей Ринпоче Эллен Керни, женился на ней. Затем переехал в Бостон, где вел программу Шамбала-тренинга. Защитил докторскую диссертацию в Брандейском университете. В 1984—1988 преподавал в Гарварде. Занял пост международного директора Шамбала-тренинга в Галифаксе (Новая Шотландия, Канада). С 1994 целиком посвятил себя музыке. В 1997 познакомился с певицей Лоррейн Хант, в 1999 развелся с первой женой (от которой у него были три дочери) и женился на Лоррейн Хант. Она стала исполнительницей ряда сочинений композитора. Супруги жили в Санта-Фе. Вскоре после смерти певицы (2006) у Либерсона была обнаружена лимфома. От связанных с ней осложнений он и умер в израильской клинике, оставив вдовой третью жену, буддистскую монахиню Ринчен Лхамо, с которой заключил брак в 2008.

## Избранные сочинения

### Опера
- Сон Ашоки/ Ashoka’s Dream (1997)

### Оркестровые сочинения
- Drala (1986)
- The Gesar Legend (1988)
- World’s Turning (1991)
- The Five Great Elements (1995)
- Processional (1995)
- Ah (2002)

### Концертные сочинения
- Концерт для четырёх групп инструментов (1972)
- Концерт для виолончели с аккомпанирующим трио (1974)
- Концерт для фортепиано (1980)
- Концерт для альта (1992)
- Рапсодия для альта и оркестра (1994)
- Концерт для рожкаo (1998)
- Red Garuda для фортепиано и оркестра (1999)
- The Six Realms для виолончели и оркестра (2000)
- Концерт для фортепиано No. 3 (2003)

### Камерная музыка
- Flute Variations для флейты соло (1971)
- Accordance для 8 инструментов (1975)
- Tashi Quartet для кларнета, скрипки, виолончели и фортепиано (1978)
- Lalita, камерные вариации (1984)
- Feast Day для флейты, гобоя, виолончели и клавесина или фортепиано (1985)
- Ziji для кларнета, рожка, скрипки, альта, виолончели и фортепиано (1987)
- Raising the Gaze для флейты, кларнета, скрипки, альта, виолончели, фортепиано и перкуссии (1988)
- Элегия для скрипки и фортепиано (1990)
- Wind Messengers для 3 флейт, 2 гобоев, 2 кларнетов, 2 фаготов и 2 рожков (1990)
- A Little Fanfare для флейты, трубы, скрипки и арфы (1991)
- A Little Fanfare (II) для кларнета, скрипки, альта, виолончели и фортепиано (1993)
- Variations для скрипки и фортепиано (1993)
- Rumble, медли для альта, контрабаса и перкуссии (1994)
- Струнный квартет (1994)
- Три вариации для виолончели и фортепиано (1996)
- Free and Easy Wanderer (1998)
- Фортепианный квинтет (2001)
- Вспоминая Шумана для виолончели и фортепиано (2009)

### Фортепианные сочинения
- Piano Fantasy (1975)
- Bagatelles (1985)
- Fantasy Pieces (1989)

1. Breeze of Delight
2. Dragon’s Thunder
3. Memory’s Luminous Wind

- Scherzo No. 1 (1989)
- Garland (1994)
- The Ocean that Has No West and No East (1997)
- Tolling Piece (1998)

### Вокальные сочинения
- Три песни для сопрано и камерного ансамбля (1981)
- Цезарь-император для рассказчика и камерного ансамбля (1991)
- C’mon Pigs of Western Civilization Eat More Grease для баритона и фортепиано (2001)
- Forgiveness для баритона и виолончели (2001)
- Песни на стихи Рильке для меццо-сопрано и фортепиано (2001)
- Песни на стихи Неруды для меццо-сопрано и оркестра (2005, Премия Гравемайера)
- The Coming of Light для баритона, гобоя и струнного квартета (2009)
- Remembering JFK (An American Elegy) для рассказчика и оркестра (2010)
- Песни любви и печали для баритона и оркестра (2010)

### Сочинения для хора
- The World in Flower для меццо-сопрано, баритона, хора и оркестра (2007)

## Творческое сотрудничество
В числе постоянных исполнителей сочинений Либерсона были Бостонский симфонический оркестр, дирижёр Сэйдзи Одзава, пианисты Питер Сёркин и Эммануэль Акс, виолончелист Йо-Йо-Ма.

## Признание
Трижды финалист Пулитцеровской премии по музыке. Премия Гравемайера.